# StG 44
StG 44 (tên đầy đủ trong tiếng Đức: Súng trường tấn công 44 (Sturmgewehr 44), tên khác MP 44 hay MP 43, có nghĩa là Maschinenpistole 43 hay Maschinenpistole 44) là một khẩu súng trường tấn công mạnh mẽ của Đức Quốc Xã, được thiết kế vào năm 1942 và sử dụng đạn 7.92x33mm Kurz. Súng này nhìn rất giống với súng trường tấn công AK-47 - vũ khí lừng danh thế giới của Liên Xô về vẻ bề ngoài nên có các giả thuyết của phương Tây về việc súng AK-47 này được phát triển từ StG 44 dù chưa giả thuyết nào được khẳng định. Nhà thiết kế Mikhail Timofeyevich Kalashnikov luôn luôn khẳng định rằng AK-47 là do ông tự thiết kế và không hề tham khảo bất kỳ chi tiết nào của khẩu StG 44. Bản thân StG 44 cũng có cơ chế hoạt động hoàn toàn khác với AK-47 khi nó dựa trên cơ chế trích khí dài trực tiếp tác động lên khoá nòng lùi, trong khi AK-47 dựa trên cơ chế hoạt động là trích khí dài, thông qua thoi đẩy tác động lên khóa nòng xoay.
Thời kỳ cuối Chiến tranh thế giới thứ hai, súng trường tấn công StG 44 ra đời nhằm đáp ứng những nhu cầu về hỏa lực tầm trung cho quân đội Đức Quốc Xã. Các kinh nghiệm chiến đấu đã chỉ ra rằng cỡ đạn 7,92x57mm Mauser sử dụng bởi khẩu súng trường Karabiner 98k có tầm bắn hiệu quả quá lớn, không cần thiết (lên tới 1000 mét) với sức giật rất mạnh, trong khi cỡ đạn 9×19mm Parabellum dùng cho MP 40 và Luger P08 có độ giật thấp thì sức xuyên phá và tầm bắn lại bị hạn chế (chỉ khoảng 150 mét). Các nhà quân sự đã đề ra một vũ khí bắ liên thanh dùng cỡ đạn tầm trung, hiệu quả trong khoảng cách 300-500 mét, kết quả là đạn 7,92x33mm Kurz và súng trường tấn công StG 44 đã ra đời. Ban đầu, Adolf Hitler không thích loại vũ khí mới này, khiến các nhà thiết kế phải đặt tên là MP 43 nhằm đánh lừa ông rằng đây chỉ là phiên bản của tiểu liên MP 40. Nhưng vở kịch đã bị hạ màn, Adolf Hitler phát hiện mình bị qua mặt và ông đã tận tay bắn thử khẩu súng này để tìm hiểu xem nó có đặc điểm gì mà quân lính yêu thích như vậy, sẵn sàng lừa dối cả Quốc trưởng. Và, ông đã rất thích nó, sau đó khẩu súng đã được sản xuất hàng loạt từ năm 1944, phục vụ quân đội Đức Quốc Xã trong những năm tháng cuối cùng của cuộc chiến. Đến khi Chiến tranh thế giới thứ hai kết thúc, nó được Hồng quân Liên Xô mang về nước rất nhiều như là chiến lợi phẩm, không như những nước Đồng Minh khác chỉ ưa thích súng lục Luger P08. Có giả thuyết ông Mikhail Timofeyevich Kalashnikov, nhà thiết kế vũ khí nổi tiếng của Liên Xô đã lấy cảm hứng dựa theo mẫu súng StG 44 rồi chế tạo ra AK-47, vật liệu lẫn cách bắn của AK-47 cũng đều làm theo StG 44. Dù vậy, cấu tạo và cách hoạt động của AK-47 lại hoàn toàn khác so với StG 44.

## Những phiên bản khác
- StG 44, Fast Mags
- Stg44 , 616 2.5x
- Stg44 , Zf4 3.5x Rifle Scope
- StG44 , 8mm Kurz Round Drums

## Các nước sử dụng
- Đức Quốc xã
- Đế quốc Nhật Bản
- Đông Đức
- Tây Đức
- Pháp: Được dùng sau chiến tranh tại Đông Dương thuộc Pháp
- Argentina: Ba khẩu được chế tạo tại nhà máy CITEDEF chỉ để thử nghiệm
- Tiệp Khắc
- Vương quốc Hungary
- Nam Tư
- Somalia
- Việt Nam
- Algeria
- Liên Xô: Tịch thu được từ Đức Quốc xã khi Chiến tranh thế giới thứ 2 kết thúc
- Nga: Tịch thu từ trong tay phiến quân Syria một số khẩu súng trường Sturmgewehr 44 do phát xít Đức sản xuất từ thời Thế chiến II. Những khẩu súng này được Cộng hòa Dân chủ Đức chuyển giao cho Syria trong thập niên 1960, khi quân đội Đông Đức chuyển sang biên chế vũ khí Liên Xô.